# Bulbophyllum hirsutissimum
Bulbophyllum hirsutissimum là một loài phong lan thuộc chi Bulbophyllum.